# Eustala taquara
Eustala taquara (Keyserling, 1892) è un ragno appartenente alla famiglia Araneidae.

## Etimologia
Il nome della specie deriva dalla località brasiliana di rinvenimento: Taquara

## Caratteristiche
L'olotipo femminile rinvenuto ha dimensioni: cefalotorace lungo 2,3mm, largo 1,7mm; la formula delle zampe è 1243.

## Distribuzione
La specie è stata rinvenuta in alcune località del Brasile: nei dintorni di Taquara, nello stato di Rio Grande do Sul.

## Tassonomia
Al 2014 non sono note sottospecie e dal 2010 non sono stati esaminati nuovi esemplari.